# Флоріан Леопольд Ґассман
Флоріан Леопольд Ґассман (також Ґасман; нім. Florian Leopold Gassmann; 3 травня 1729, Брюкс, Чехія — 21 січня 1774, Відень) — австрійський композитор і диригент чеського походження.

## Біографія
Флоріан Леопольд Ґассман народився в Богемії в сім'ї купця; оскільки батько не схвалював його захоплення музикою, в 12 років втік з дому і незабаром опинився в Болоньї, де протягом двох років навчався у знаменитого падре Мартіні.
У 1762 році Ґассман був запрошений як балетний композитор до Відня. Своїми балетами для придворної сцени він привернув до себе увагу імператора Йосифа II, в 1764 році був призначений придворним композитором камерної музики і увійшов до вузького кола наближених до імператора, з якими він щодня музикував.
Надалі Ґассман здобув визнання і як оперний композитор; він був одним з дуже небагатьох неіталійців, які отримали визнання в Італії. У березні 1772 року Ґассман став наступником Георга Рейттера Молодшого на посаді придворного капельмейстера (керівника Придворної капели).
У тому ж році Ґассман заснував Віденське музичне товариство (Tonkünstlersocietät), яке відіграло винятково важливу роль в житті Відня. Основним призначенням Товариства було створення і підтримання пенсійного фонду для вдів і сиріт музикантів (перші внески були здійснені імператрицею Марією Терезією і її сином Йосипом); для цієї мети воно регулярно, 4 рази на рік, проводило благодійні концерти і тим самим поклало початок публічним концертам у Відні. Публіку знайомили з новими творами живих композиторів і не давали їй забути композиторів минулих; концерти Товариства нерідко ставали стартовим майданчиком для молодих музикантів. Десять років по тому В. А. Моцарт писав батькові з приводу концертів Товариства: «В оркестрі 180 музикантів, і жоден віртуоз, який має хоч краплю любові до ближнього, не відмовить у проханні товариства виступити в концерті. І цим він набуває прихильність, як Імператора, так і публіки».
Ґассман займався також педагогічною діяльністю; найвідоміший його учень — Антоніо Сальєрі, якого Ґассман привіз до Відня 16-річним підлітком, взявши на себе турботу не тільки про його музичну, а й про загальну освіту. В кінці життя Сальєрі згадував: «У день мого приїзду в столицю вчитель повів мене в італійську церкву, щоб там помолитися. Після виходу звідти він сказав мені: „Я думав, що твоя музична освіта має починатися з Бога. Тільки від тебе тепер буде залежати, досягнеш ти успіху чи ні; я в будь-якому випадку свій борг виконав“. — Рідко зустрічаються такі люди!». На згадку про свого благодійника Сальєрі своїм численним учням давав уроки, як правило, безкоштовно; його ученицями були і доньки Ґассмана, Марія Анна і Марія Терезія (Розенбаум), що стали популярними оперними співачками.
У 1770 році, під час чергової поїздки в Італію, де ставилися його опери, з Ґассманом трапилося нещастя, яке підірвало його здоров'я: коні понесли, і Ґассман, спробувавши вистрибнути з карети, заплутався в ланцюгах. «Коні волокли його, — пише Ф. Браунберенс, — три чверті години і два його ребра були увігнуті в груди. З цього часу у нього спостерігався надзвичайно сильний пульс… Він також майже не міг спати — одну-дві години на добу». Цей нещасний випадок, мабуть, і став причиною ранньої смерті композитора.
У 1906 році ім'ям Ґассман була названа одна з вулиць Відня (Gassmannstraße).

## Творчість
Ґассман є автором 23 опер, численних творів духовної музики (мес, мотетів, псалмів, Stabat Mater), 15 симфоній, а також камерних творів — тріо, квартетів і квінтетів, багато з яких були написані для музикувань імператорів — не тільки Йосипа, а й Фрідріха Великого. Він був близько знайомий з відомим поетом і лібретистом П'єтро Метастазіо, в будинку якого збиралися віденські інтелектуали і артисти, і з Крістофом Віллібальдом Глюком, чию незадоволеність італійською оперою-серіа цілком поділяв: один з кращих творів композитора — ще й досі не забута опера буфа під назвою «Опера-серіа» (L'opera seria, 1769), написана на лібрето Раньєрі та Кальцабіджі, в якій він дотепно висміює недоладності тодішньої італійської опери.

### Твори

#### Опери
- 1757 — «Меропа» (Merope)
- 1759 — «Птахолови» (Gli uccellatori)
- 1760 — «Філософія і любов» (Filosofia, ed amore)
- 1761 — «Катон в Утіка» (Catone in Utica)
- 1764 — «Олімпіада» (L'Olimpiade)
- 1765 — «Тріумф любові» (Il trionfo d'amore)
- 1766 — «Ахілл на Скірос» (Achille in Sciro)
- 1767 — «Амур і Психея» (Amore, e Psiche)
- 1768 — «Критична ніч» (La notte critica)
- 1769 — «Опера-серіа» (L'opera seria, на лібрето Р. де Кальцабіджі за П. Метастазіо)
- 1770 — «Аецій» (Ezio)
- 1770 — «Молода графиня» (La Contessina)
- 1771 — «Закоханий філософ» (Il filosofo innamorato)

#### інші твори
- 5 мес
- Ораторія «Звільнена Ветулія» (La Betulia liberata, на лібрето П. Метастазіо, 1772)
- Кантата «Амур і Венера» (Amore, e Venere, 1768)
- Кантата «Боязка любов» (L'amor timido)